# Anomalon cerdasi
Anomalon cerdasi là một loài tò vò trong họ Ichneumonidae.